# Sostene (nome)
Sostene  è un nome proprio di persona italiano maschile.

## Varianti in altre lingue
- Bulgaro: Состен (Sosten)
- Catalano: Sostenes[2]
- Francese: Sosthène
- Georgiano: სოსთენი (Sosteni)
- Greco antico: Σωσθένης (Sosthenes)
- Greco moderno: Σωσθένης (Sōsthenīs)
- Inglese: Sosthenes
- Latino: Sosthenes[1]
- Polacco: Sostenes
- Portoghese: Sóstenes
- Russo: Сосфен (Sosfen)
- Spagnolo: Sóstenes[2]

## Origine e diffusione
Deriva dal nome greco Σωσθένης (Sosthenes), composto da σῶς (sos, "sano", da cui anche Sossio e Socrate) e σθένος (sthenos, "forza", "potere", "potenza"); viene interpretato in molti modi, ad esempio "sano e forte", "di forza sicura", "salvatore potente", "salvatore robusto", "uomo sano", "uomo forte".
Compare nel Nuovo Testamento, dove Sostene è un capo della sinagoga di Corinto in At18:11-17.

## Onomastico
L'onomastico può essere celebrato il 10 settembre, in onore di san Sostene, martire a Calcedonia con san Vittore, oppure il 28 novembre in memoria di san Sostene, discepolo di san Paolo e capo della sinagoga a Corinto.

## Persone
- Sostene, generale e sovrano macedone
- Sostene di Calcedonia, santo romano
- Sostene da Corinto, capo della sinagoga di Corinto e santo

### Varianti
- Sosthenes José Santos Salles, vero nome di Neto Berola, calciatore brasiliano